# Сахалински тунел
Тунелът Сахалин (на руски: Сахалинский тоннель) е незавършен и отложен проект, който ще свърже остров Сахалин с континентална Русия през 10 километров тунел под протока Невелской (най-тясната част на Тартарския проток).
На 16 януари 2009 г. е предложено проектът да бъде завършен като мост вместо като тунел.

## История

### Ранни предложения
Проект за тунел под протока е предлаган от 19 век, въпреки че никога не е приеман на сериозно, главно заради икономически трудности. Проектът е развит от СССР през 1930-те години, но Втората световна война го прави невъзможен за изпълнение. Сталин съобщава през 1950 г. намерението си да построи железопътна връзка към Сахалин, чрез мост, ферибот или тунел. Решение да се построи тунел е обявено от правителството на 5 май 1950 г., като ферибот ще осигурява временно решение на проблема. Проектът щял да се използва за военни цели, за да осигурява по-добра връзка с частите на Червената армия там.

### Построяване
Планът бил проектът да се завърши до 1955 г., но смъртта на Сталин го осуетява и проектът спира, наполовина построен. Не е изяснено защо строежът е замразен.

## Завършени части на проекта
Завършени са около 120 км от трасето, главно по десния бряг на р. Амур от Селекино до Чорни мис. По-късно частта е използвана за транспорт на дървесина от Съветската горска индустрия, но по-късно е затворена и по-голямата част от нея е затрупана.

## Сегашни действия и бъдеще на тунела
От 1973 г. железопътен ферибот свързва Ванино на материка с Колмск на Сахалин.
Дори след колапса на Съветския съюз има гласове за построяването на проекта въпреки мнението, че цената надвишава печалбата. Въпреки това, има знаци че проекта е подкрепян от руския президент Дмитрий Медведев, според изказване от ноември 2008. Планирано е проектът да се завърши до 2030 г.
Нови планове предлагат свързването на Сахалин в Ноглики.
Има планове за свързване на южната част на острова японския о. Хокайдо, позволяващ преминаването на движението от Япония за Европа през Сахалин, чрез Тунела Сахалин - Хокайдо.
На 16 януари 2009 г. заместник-министърът на транспорта Андрей Недосеков отбелязва, че целта на проекта е свързване с японския о. Хокайдо. Тези планове предвиждат мост от 6,6 км вместо тунел, дълъг 12,4 км. Покана към японски компании за част от проекта предвижда бъдещото обединение на железопътните мрежи на 2-те страни.